# Сан Зеноне (Бреша)
Сан Зеноне је насеље у Италији у округу Бреша, региону Ломбардија.
Према процени из 2011. у насељу је живело 427 становника. Насеље се налази на надморској висини од 604 м.